# Edward Altman
Edward I. Altman (1941) è un economista statunitense.

## Biografia
È professore di finanza alla Stern School of Business di New York (Insegna in particolare nel TRIUM Global Executive MBA) e direttore della Research in Credit and Debt Markets del Centro Salomon di New York per gli studi sulle istituzioni finanziarie. Massimo esperto mondiale del rischio di credito, è noto per l'elaborazione della formula del Z-Score, pubblicata nel 1968, riguardante le probabilità di fallimento per le aziende quotate in borsa.
Il professor Altman ha poi continuato le sue ricerche in merito alle probabilità di fallimento delle aziende, formulando, nel 1993 il modello Z-Score, che riguarda la probabilità di fallimento delle aziende non quotate. Recentemente Edward I Altman ha sviluppato un modello per la valutazione del Rischio Sovrano dei paesi definito bottom-up. Inoltre nel 2007 ha fondato insieme al collega Oliviero Roggi la International Risk Management Conference